# カトリック三ツ山教会
カトリック三ツ山教会（カトリックみつやまきょうかい）は、長崎県長崎市にある、キリスト教（カトリック）の聖堂。

## 概要
管轄区域は三ツ山町と川平町近辺。管内には長崎純心大学、長崎純心聖母会本部と純心聖母会が運営する4つの介護施設（恵の丘本館・恵の丘別館・養護老人ホーム恵の丘・ときわ荘）が立地する。
現在の聖堂は1962年に献堂。
2012年まで、聖堂左側面に「世界平和を祈ろう」の文字盤が架けられ、長崎バイパスの下り車線の右側から見えていた。これは2008年当時の主任司祭の古川武信神父の発案で架けられていたものである。なお、古川神父は2011年9月に病気療養に入り2012年6月に帰天されたため、文字盤の役目を果たしたものとして年内に撤去されたものと思われる。

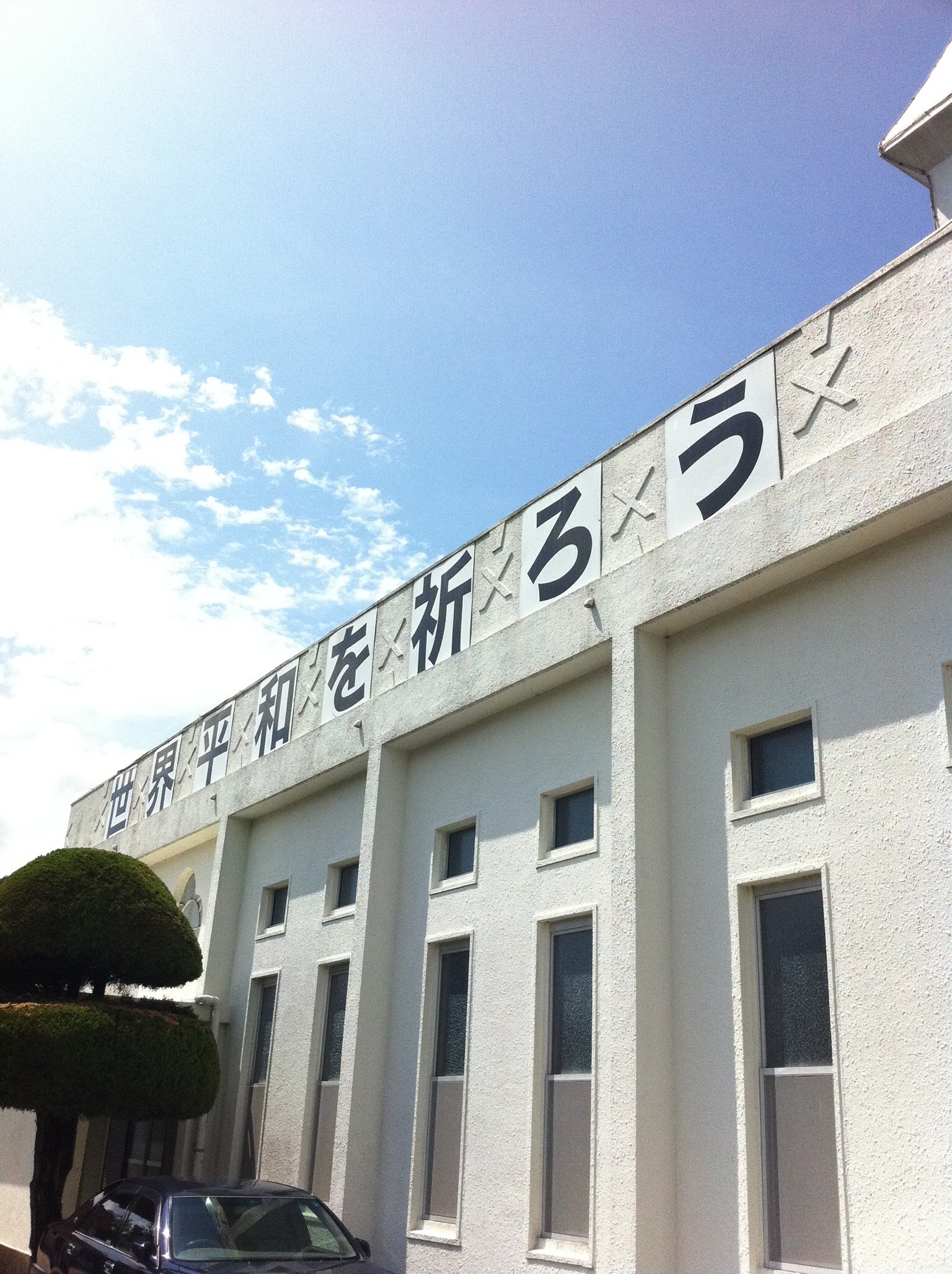
かつて架けられていた「世界平和を祈ろう」の文字盤